# Juniorvärldsmästerskapen i skidskytte 2012
Juniorvärldsmästerskapen i skidskytte 2012 avgjordes den 20-26 februari 2012 i Kontiolax, Finland.

## Medaljligan
| Placering | Nation        | Guld | Silver | Brons | Totalt |
| 1         | Norge         | 5    | 2      | 1     | 8      |
| 2         | Ryssland      | 3    | 1      | 5     | 9      |
| 3         | Frankrike     | 2    | 2      | 1     | 5      |
| 4         | Nederländerna | 2    | 0      | 0     | 2      |
| 5         | Tyskland      | 1    | 1      | 2     | 4      |
| 6         | Kanada        | 1    | 1      | 0     | 2      |
| 7         | Ukraina       | 1    | 0      | 3     | 4      |
| 8         | Estland       | 1    | 0      | 0     | 1      |
| 9         | Belarus       | 0    | 2      | 2     | 4      |
| 10        | Sverige       | 0    | 2      | 0     | 2      |
| 11        | Bulgarien     | 0    | 1      | 0     | 1      |
| 11        | Italien       | 0    | 1      | 0     | 1      |
| 11        | Kazakstan     | 0    | 1      | 0     | 1      |
| 11        | Polen         | 0    | 1      | 0     | 1      |
| 11        | Tjeckien      | 0    | 1      | 0     | 1      |
| 16        | Österrike     | 0    | 0      | 2     | 2      |

## Damer

### Flickor
| Pl. | Namn                  |
| --- | --------------------- |
| 1   | Julia Bartolmäs       |
| 2   | Galina Vishnevskaja   |
| 3   | Hilde Fenne           |
| 4   | Jekaterina Muraleeva  |
| 5   | Anastasija Merkushyna |
| 6   | Kristyna Cerna        |
| 7   | Ivona Fialkova        |
| 8   | Julia Ransom          |
| 9   | Grete Gaim            |
| 10  | Karolina Batozynska   |

| Pl. | Namn                       |
| --- | -------------------------- |
| 1   | Hilde Fenne                |
| 2   | Niya Dimitrova             |
| 3   | Lisa Theresa Hauser        |
| 4   | Galina Vishnevskaja        |
| 5   | Julia Ransom               |
| 6   | Anastasija Pashkova        |
| 7   | Jessica Jislova            |
| 8   | Dzinara Alimbekava         |
| 9   | Frida Strand Kristoffersen |
| 10  | Grete Gaim                 |

| Pl. | Namn                |
| --- | ------------------- |
| 1   | Grete Gaim          |
| 2   | Julia Ransom        |
| 3   | Annika Knoll        |
| 4   | Jessica Jislova     |
| 5   | Hilde Fenne         |
| 6   | Anna Kostromkina    |
| 7   | Galina Vishnevskaja |
| 8   | Theresa Jost        |
| 9   | Julija Bryhynets    |
| 10  | Dzinara Alimbekava  |

| Pl. | Nation                                                          |
| --- | --------------------------------------------------------------- |
| 1   | UkrainaJulija Zhuravok Julija Bryhynets Anastasija Merkushyna   |
| 2   | SverigeLinn Persson Hanna Öberg Lotten Sjödén                   |
| 3   | ÖsterrikeChristina Rieder Julia Reisinger Lisa Theresa Hauser   |
| 4   | RysslandAnna Kostromkina Jevgenija Pavlova Jekaterina Muraleeva |
| 5   | TysklandLuise Kummer Annika Knoll Marie Heinrich                |

### Damjuniorer
| Pl. | Namn            |
| --- | --------------- |
| 1   | Chardine Sloof  |
| 2   | Monika Hojnisz  |
| 3   | Jelena Badanina |
| 4   | Iryna Varvynets |
| 5   | Olga Galich     |
| 6   | Alina Raikova   |
| 7   | Elisa Gasparin  |
| 8   | Thekla Brun-Lie |
| 9   | Anna Wikström   |
| 10  | Franziska Preuß |

| Pl. | Namn                 |
| --- | -------------------- |
| 1   | Jelena Ankudinova    |
| 2   | Anais Chevalier      |
| 3   | Margarita Philippova |
| 4   | Thekla Brun-Lie      |
| 5   | Monika Hojnisz       |
| 6   | Nicole Gontier       |
| 7   | Jelena Badanina      |
| 8   | Chardine Sloof       |
| 9   | Elisa Gasparin       |
| 10  | Irene Cadurisch      |

| Pl. | Namn                 |
| --- | -------------------- |
| 1   | Chardine Sloof       |
| 2   | Olga Galich          |
| 3   | Iryna Kryuko         |
| 4   | Monika Hojnisz       |
| 5   | Helena Gnädiger      |
| 6   | Darja Nesterchik     |
| 7   | Iryna Varvynets      |
| 8   | Margarita Philippova |
| 9   | Jelena Badanina      |
| 10  | Thekla Brun-Lie      |

| Pl. | Nation                                                     |
| --- | ---------------------------------------------------------- |
| 1   | NorgeThekla Brun-Lie Hilde Fenne Marion Rønning Huber      |
| 2   | ItalienAlexia Runggaldier Giulia Collavo Nicole Gontier    |
| 3   | UkrainaIryna Varvynets Alla Gylenko Jana Bondar            |
| 4   | RysslandJelena Badanina Viktorija Perminova Olga Galich    |
| 5   | FrankrikeJuliette Lazzarotto Coline Varcin Anais Chevalier |

## Herrar

### Pojkar
| Pl. | Namn                  |
| --- | --------------------- |
| 1   | Aristide Begue        |
| 2   | Maksim Ramanouski     |
| 3   | Artem Tyshchenko      |
| 4   | Johannes Thingnes Bø  |
| 5   | Matthias Dorfer       |
| 6   | Niklas Homberg        |
| 7   | Alexander Starodubets |
| 8   | Maximilian Janke      |
| 9   | Marius Ungureanu      |
| 10  | Aleksandr Dediukhin   |

| Pl. | Namn                 |
| --- | -------------------- |
| 1   | Johannes Thingnes Bø |
| 2   | Maksim Ramanouski    |
| 3   | Artem Tyshchenko     |
| 4   | Viktar Kryuko        |
| 5   | Clement Dumont       |
| 6   | Florian Rivot        |
| 7   | Raman Yaliotnau      |
| 8   | Fabien Claude        |
| 9   | Aristide Begue       |
| 10  | Maximilian Janke     |

| Pl. | Namn                 |
| --- | -------------------- |
| 1   | Johannes Thingnes Bø |
| 2   | Matthias Dorfer      |
| 3   | Maksim Ramanouski    |
| 4   | Clement Dumont       |
| 5   | Maikol Demetz        |
| 6   | Stuart Harden        |
| 7   | Niklas Homberg       |
| 8   | Artem Tyshchenko     |
| 9   | Aristide Begue       |
| 10  | Robert Sjöström      |

| Pl. | Nation                                                  |
| --- | ------------------------------------------------------- |
| 1   | FrankrikeClement Dumont Florian Rivot Aristide Begue    |
| 2   | SverigeNiklas Forsberg Victor Olsson Robert Sjöström    |
| 3   | TysklandNiklas Homberg Maximilian Janke Matthias Dorfer |
| 4   | KazakstanMaxim Braun Vassilij Podkorytov Ruslan Bessov  |
| 5   | ItalienDenis Oreiller Xavier Guidetti Maikol Demetz     |

### Herrjuniorer
| Pl. | Namn               |
| --- | ------------------ |
| 1   | Kurtis Wenzel      |
| 2   | Marius Hol         |
| 3   | Alexandr Loginov   |
| 4   | Anton Pantov       |
| 5   | David Komatz       |
| 6   | Tobias Hermann     |
| 7   | Matej Krupcik      |
| 8   | Dmytro Pidruchnyi  |
| 9   | Simon Desthieux    |
| 10  | Aliaksei Abromchyk |

| Pl. | Namn              |
| --- | ----------------- |
| 1   | Maxim Tsvetkov    |
| 2   | Florent Claude    |
| 3   | Simon Desthieux   |
| 4   | Johannes Kühn     |
| 5   | Tobias Hermann    |
| 6   | Alexandr Loginov  |
| 7   | Steffen Bartscher |
| 8   | Baptiste Jouty    |
| 9   | Dmytro Pidruchnyi |
| 10  | Roman Rees        |

| Pl. | Namn                       |
| --- | -------------------------- |
| 1   | Maxim Tsvetkov             |
| 2   | Vetle Sjastad Christiansen |
| 3   | Alexandr Loginov           |
| 4   | Aliaksei Abromchyk         |
| 5   | Florent Claude             |
| 6   | Tobias Hermann             |
| 7   | Kurtis Wenzel              |
| 8   | Aleksandr Pechenkin        |
| 9   | Baptiste Jouty             |
| 10  | Simon Desthieux            |

| Pl. | Nation                                                                        |
| --- | ----------------------------------------------------------------------------- |
| 1   | NorgeErling Aalvik Johannes Thingnes Bø Marius Hol Vetle Sjastad Christiansen |
| 2   | TjeckienVlastimil Vavra Matej Krupcik Michal Zak Michal Krcmar                |
| 3   | RysslandAlexandr Loginov Ilja Popov Aleksandr Pechenkin Maxim Tsvetkov        |
| 4   | FrankrikeAntonin Guigonnat Baptiste Jouty Florent Claude Simon Desthieux      |
| 5   | TysklandRoman Rees Steffen Bartscher Tobias Hermann Johannes Kühn             |